# Discoteque
Discoteque är en låt av det litauiska pop-rockbandet The Roop. Låten representerade Litauen i Eurovision Song Contest 2021 i Rotterdam, Nederländerna, efter att ha vunnit den nationella uttagningen Pabandom iš Naujo! 2021.

## Eurovision Song Contest
The Roop skulle från början representerat Litauen i Eurovision Song Contest 2020 med låten "On Fire". Tävlingen ställdes dock in till följd av covid-19-pandemin. The Roop ställde återigen upp i Litauens uttagning för Eurovision Song Contest 2021 med "Discoteque". Låten vann uttagningen och blev därmed Litauens bidrag till tävlingen.
Låten tävlade i den första semifinalen där den gick vidare till finalen. I finalen slutade låten på 8:e plats med 220 poäng, vilket är landets bästa placering sedan 2006.